# Akbar den store
Abu'l-Fath Jalal-ud-din Muhammad Akbar (persiska: ابو الفتح جلال الدين محمد اكبر;[uttal saknas] mer känd som Akbar den store eller Akbar I), född 15 oktober 1542 i Amarkot i Rajputana, död 27 oktober 1605 i Fatehpur Sikri är den mest kände av mogulhärskarna i Indien. Han blev indisk stormogul efter sin far Humajun som avled i februari 1556.  Efter Akbars trontillträde fördes regeringen först av vesiren Bajram Khan tills Akbar fyllt 16 år (alternativt 18 år). Akbar betraktas som den störste av stormogulerna, av många betraktad som den egentlige grundläggaren av mogulriket. Namnet Akbar betyder just "den store".
Redan samma år som han blev stormogul segrade han tillsammans med vesiren Bajram Khan i slaget vid Panipat över den afghanske härskaren Adil Shahs hinduiske general Hemu.

## Fullständigt namn och titel
Akbar den stores fullständiga namn  och titel var/är Al-Sultan al-'Azam wal Khaqan al-Mukarram, Imam-i-'Adil, Sultan ul-Islam Kaffatt ul-Anam, Amir ul-Mu'minin, Khalifat ul-Muta'ali Abu'l-Fath Jalal ud-din Muhammad Akbar I Sahib-i-Zaman, Padshah Ghazi Zillu'llah ['Arsh-Ashyani]. Ursprungligen var det Djelal-eddin Muhammed (urdu: جلال الدین محمد اکبر, Jalaluddin Muhammad Akbár), och en variant är Akbar-e-Azam.
Det svenska epitetet Akbar den store är ett slags tautologi eftersom Akbar också betyder ”den store”.

## Erövringar
Genom lyckosamma krig befäste han sin makt och vidgade sitt rike; Akbar besegrade definitivt de afghanska krigsherrar som tidigare utmanat mogulernas makt. Han besegrade alla de små muslimska erövringsmonarkierna norr om Vindhyabergen och förvandlade dem till provinser i sitt rike. Genom krig och förbund bragte han även de många hinduiska småfurstarna inom detta vidsträckta område under Delhirikets överhöghet, rajputernas underkuvande (1561-1568), nedre Bengalens erövring från afghanerna (1576), erövringen av Kashmir (1586),
annektionen av Sindh (1592) och Kandahars återerövring (1594)  betecknar de förnämsta stadierna i Akbars erövringskrig och mogulväldets utvidgning. Mot slutet av sin regering vände han sina vapen mot södra Indien, men mötte starkt motstånd och avstod då från vidare erövringar åt detta håll. Han residerade i Agra, dit han flyttat regeringens säte från Delhi.

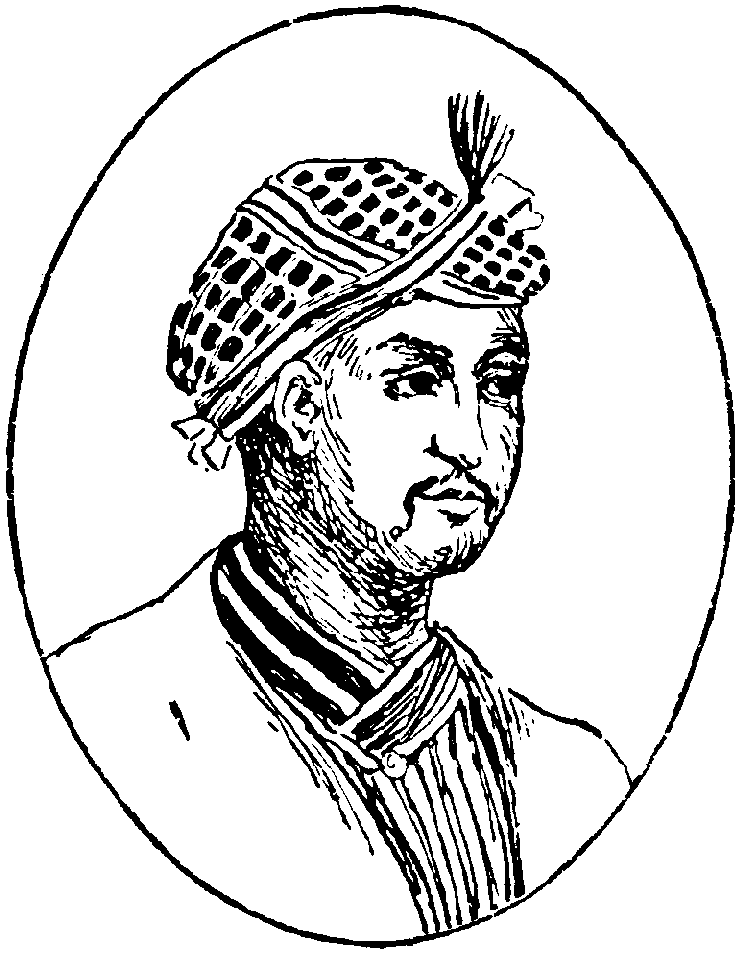
Akbar den store från Nordisk familjebok.

## Akbars regering
Akbar var inte bara en stor erövrare, utan förstod även att hålla samman och mästerligt organisera sitt väldiga rike, främja folkets välstånd samt vinna dess kärlek och förtroende. Riket indelades i provinser under guvernörer med fullständig militär, finansiell och rättsskipningsmyndighet. I städerna infördes ett ordnat polisväsende, militären omorganiserades fullständigt, och över hela riket genomfördes ett ordnat skattesystem, som klokt grundades på hinduernas gamla sedvänjor och i sina huvuddrag ännu äger bestånd. Han grundlade den indiska mattknytarkonsten, genom de s.k. mogulmattorna. Han grundade mattknytningsskolor i Agra.
Genom en vis regering vann Akbar sitt folks kärlek och ökade sitt rikes välstånd; han främjade åkerbruk och handel och lät verkställa landmätningar, han införde ett fungerande förvaltningssystem, kallat mansabdar, som i vissa delar av Indien levde kvar in på 1900-talet. Han fick den hinduiska befolkningens lojalitet genom att avskaffa den särskilda skatten för icke-muslimer, och genom att utse även hinduer till höga poster inom sin förvaltning och armé. Akbar gjorde Agra till sin huvudstad, och flyttade regeringen dit från Delhi.

## Religiös tolerans
Liksom Akbar i politiskt avseende behandlade hinduer och muslimer lika, så utmärktes även hans religionspolitik av strängt genomförd tolerans. Själv ursprungligen muslim, blev han småningom i religiöst hänseende eklektiker och proklamerade slutligen en panteistisk statsreligion, vilken innefattade vad han funnit bäst i skilda trosbekännelser (islam, hinduism, zoroastrism, judars och jesuiters läror). Sina hinduiska undersåtars religiösa föreställningar respekterade han, men förbjöd omänskliga gudstjänstbruk, härutinnan - liksom i så mycket annat - förebådande det anglo-indiska väldets principer.

## Medhjälpare och efterträdare
Akbars förnämsta medhjälpare var raja Todar Mall, chef över det indiska skattesystemet, och Abu'l-Fazl, storvesir och biograf, den som också skrev Akbars historia. Akbars sista år förbittrades genom familjeintriger, särskilt av hans älsklingsson och efterträdare Salim (shah Djahangir). Akbar begravdes i ett praktfullt mausoleum, Akbar den stores mausoleum, i Sikandra, nära Agra.

## Akbarnāma –Akbars bok

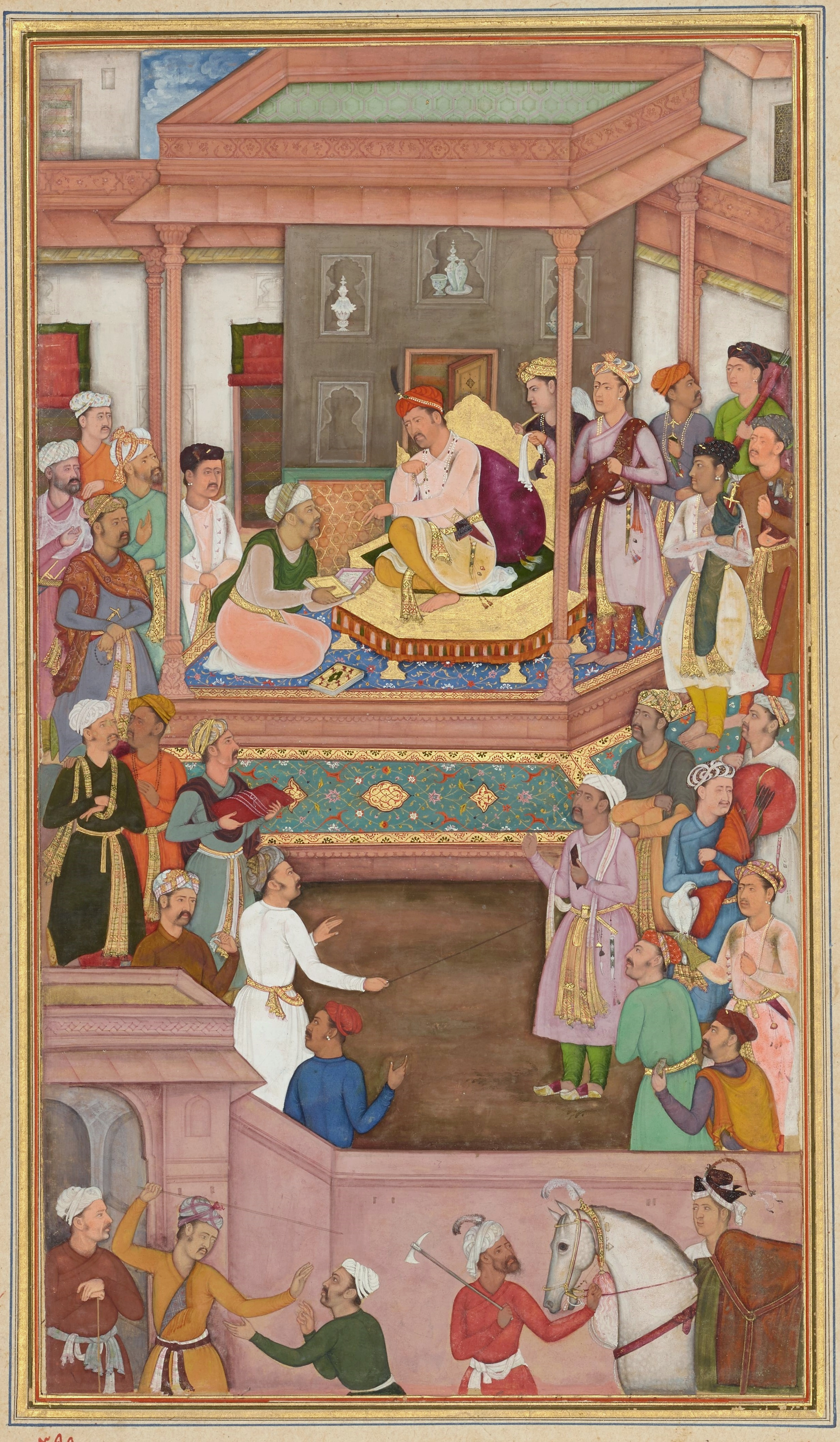
Abu'l-Fazl ibn Mubarak presenterar Akbarnama för Akbar.

Akbarnāma (persiska اکبر نامہ), betyder bokstavligen Akbars bok. Det är titeln på den officiella biografin över Akbar, som skrevs av den tidigare nämnde Abu'l-Fazl. Den är skriven på persiska och innehåller en livfull och detaljrik skildring av Akbars liv. Biografin ska ha tagit sju år att skriva och innehåller ett antal målningar som illustrerar texten.